# Gairsoppa
Die Gairsoppa war ein britisches Frachtschiff, dessen Wrack durch seine wertvolle Silberladung bekannt wurde.

## Bau und Einsatz
Das Frachtdampfschiff mit Stahlhülle lief im August 1919 bei der Palmers Shipbuilding and Iron Company in Newcastle upon Tyne als War Roebuck vom Stapel. Es zählte zur Baureihe der War-Typ-„B“-Standardschiffe. Das 125 Meter lange und 16 Meter breite Schiff hatte 8,7 Meter Tiefgang. Es wurde schon im November 1919 nach den indischen Wasserfällen in Gairsoppa umbenannt. Ab Ostern 1940 fuhren alle 103 Schiffe der British India Steam Navigation Company unter dem Befehl der britischen Admiralität und des Ministry of War Transport.
Im Dezember 1940 begann das Schiff seine letzte Reise in Kalkutta, Indien, beladen mit einer Ladung, die unter anderem aus Roheisen, Tee und Silber bestand. Das Schiff schloss sich am 31. Januar einem langsamen Konvoi in Freetown, Sierra Leone an. Der Konvoi geriet in einen schweren Sturm, die Gairsoppa musste mangels Kohle aus dem Verband ausscheren und setzte Kurs in Richtung Galway, Westirland. Am 17. Februar 1941 wurde das Schiff von einem Torpedo des deutschen U-Bootes U 101 getroffen. Unter dem Maschinengewehrfeuer des U-Bootes verließen 83 Mann Besatzung und zwei Kanoniere das sinkende Schiff. Nur der Zweite Offizier Richard Hamilton Ayres erreichte nach 13 Tagen Fahrt in einem Rettungsboot die Küste.

## Wrackfund
Am 26. September 2011 teilte das Schatzsucherunternehmen Odyssey Marine Exploration der Öffentlichkeit mit, den jemals größten Unterwasser-Schatzfund erzielt zu haben. In internationalem Gewässer 300 Meilen (480 km) vor Irland in 4700 Meter Tiefe wurde das Wrack der Gairsoppa mit einem ferngesteuerten U-Boot lokalisiert. Das 1941 im Zweiten Weltkrieg von den Deutschen versenkte britische Frachtschiff soll, nach einem zeitgenössischen Bericht, als wertvollstes Ladegut bis zu 198 Tonnen Silberbarren an Bord haben, in der heutigen Zeit geschätzte 36 Millionen US-Dollar wert. Im Jahr 2010 hatte das Schatzsucherunternehmen von der britischen Regierung das Recht erstritten, das Schiff zu bergen und 80 Prozent des Schatzes behalten zu dürfen. 20 Prozent gehen an die britische Krone. 2013 holte Odyssey Marine Exploration weitere 1574 Silberbarren im Wert von circa 26 Millionen Euro aus dem Wrack und schloss damit die Bergung des Schatzes ab. Bis auf 25 wurden alle der ursprünglich verladenen 2817 Silberbarren geborgen.